# Сареево
Саре́ево (чув. Саръял) — деревня в Ядринском районе Чувашской Республики России. Входит в состав Персирланского сельского поселения.

## География
Деревня находится в северо-западной части Чувашии, в пределах Чувашского плато, в зоне хвойно-широколиственных лесов, к востоку от реки Суры, при автодороге 97К-006, на расстоянии примерно 5 километров (по прямой) к востоку-юго-востоку от города Ядрина, административного центра района. Абсолютная высота — 96 метров над уровнем моря.

### Климат
Климат характеризуется как умеренно континентальный, с продолжительной морозной зимой и тёплым летом. Среднегодовая температура воздуха — 2,9 °С. Средняя температура воздуха самого тёплого месяца (июля) — 18,6 °C (абсолютный максимум — 38 °C); самого холодного (января) — −13 °C (абсолютный минимум — −44 °C). Безморозный период длится около 148 дней. Среднегодовое количество атмосферных осадков составляет 513 мм, из которых 357 мм выпадает в период с апреля по октябрь

### Часовой пояс
Деревня Сареево, как и вся Чувашия, находится в часовой зоне МСК (московское время). Смещение применяемого времени относительно UTC составляет +3:00.

## Население
| 2010 | 2012 |
| ---- | ---- |
| 260  | ↗300 |

### Половой состав
По данным Всероссийской переписи населения 2010 года в гендерной структуре населения мужчины составляли 48,8 %, женщины — соответственно 51,2 %.

### Национальный состав
Согласно результатам переписи 2002 года, в национальной структуре населения чуваши составляли 97 % из 304 чел.